# Montipora verruculosa
Espèce
Montipora verruculosa est une espèce de coraux appartenant à la famille des Acroporidae.